# Stan Bush
Stan Bush (ur. 1953 w Orlando na Florydzie), amerykański piosenkarz i gitarzysta.

## Kariera
Jednymi z najbardziej znanych piosenek Stana Busha są pochodzące z animowanego filmu „The Transformers: The Movie” (1986): The Touch oraz Dare.
Zaśpiewał też piosenki do dwóch filmów z Jean-Claude Van Dammem. Z filmu Krwawy sport („Bloodsport” z 1988 roku) pochodzi: Fight To Survive oraz On My Own Alone. Z filmu „Kickboxer” (1989) pochodzą: Never Surrender oraz Streets Of Siam oraz Fight For Love.
Capture The Dream została wykonana z okazji Igrzysk Olimpijskich w Atlancie w 1996 roku.
Piosenka The Touch pojawiła się również w filmie „Boogie Nights” (1997 rok, w filmie wykonał ją Mark Wahlberg) oraz w jednym z odcinków serialu „Chuck” (2008).
Stan Bush zaoferował dwie piosenki producentom filmu Transformers (2007 rok, reżyserowany przez Michaela Baya), ale ostatecznie nie znalazły się na ścieżce dźwiękowej filmu. Zostały one umieszczone jako dodatek na albumie Stana Busha z 2007 roku In This Life. Tymi utworami są: The Touch (wersja z 2007) oraz Till All Are One.
Bush wykonał także piosenkę pt. She's Got the Power nagraną specjalnie na potrzeby amerykańskiego dubbingu anime Czarodziejka z Księżyca.

## Dyskografia
- 1983 „Stan Bush”
- 1987 „Stan Bush & Barrage”
- 1992 „Every Beat Of My Heart”
- 1993 „Dial 818-888-8638”
- 1996 „The Child Within”
- 1997 „Call To Action”
- 1998 „Stan Bush & Barrage – Heaven”
- 1999 „Capture The Dream – The Best Of Stan Bush”
- 2001 „Language Of The Heart”
- 2004 „Shine”
- 2007 „In This Life”